# Aeschynanthus poilanei
Aeschynanthus poilanei là một loài thực vật có hoa trong họ Tai voi. Loài này được Pellegr. mô tả khoa học đầu tiên năm 1925.